# Hyla surinamensis
Espèce
Statut de conservation UICN

 DD  : Données insuffisantes
"Hyla" surinamensis est une espèce d'amphibiens de la famille des Hylidae du Suriname dont la position taxonomique est incertaine (Incertae sedis).

## Étymologie
Son nom d'espèce, composé de surinam et du suffixe latin -ensis, « qui vit dans, qui habite », lui a été donné en référence au lieu de sa découverte, le Suriname.

## Publication originale
- Daudin, 1802 : Histoire naturelle des rainettes, des grenouilles et des crapauds, p. 1-108 (texte intégral).